# Шемсо Мидовић
Шемсо Мидовић (Сјеница — Београд, 9. октобар 1915) био је каплар српске војске који је командовао 4. батаљоном 10. кадровског пука, тзв. „мухамеданским батаљоном”, који су сачињавали регрути исламске вероисповести.
Погинуо је у одбрани Београда у Првом светском рату 9. октобра 1915. године, а његов батаљон је држао једну од последњих барикада на потезу између данашњег Народног музеја и Народног позоришта.

## Наслеђе
Народни посланик Мехо Омеровић је 2017. године предложио да се „мухамеданском батаљону” постави спомен плоча.